# Monte Cristo Homestead
Monte Cristo Homestead är en herrgård och ett museum som ligger i byn Junee i New South Wales i Australien. Från 1876 till 1948 var Monte Cristo hem till familjen Crawley, och sedan 1963 är det hem till familjen Ryan. Monte Cristo har kallats för Australiens mest hemsökta hus.

## Historia
I januari 1876 köpte Christopher William Crawley 520 acre mark nära Junee, och samma år byggde han ett hus i murtegel på platsen av Monte Cristo. Året därpå byggde Crawley krogen Railway Hotel intill järnvägsstationen Junee Railway Station, som invigdes 1878. Efter att järnvägen invigdes till Junee ökade Crawleys förmögenhet avsevärt och han kom att köpa mer mark i juneeområdet, och år 1884 inledde han bygget av herrgården Monte Cristo. Monte Cristo invigdes 1885 och från invigningen användes det tidigare huset som ett kök och en tjänarbostad. Christopher Crawley dog vid Monte Cristo den 14 december 1910 och efterlämnade sin hustru och några barn. Fru Crawley bodde kvar i Monte Cristo, där hon gjorde ett rum om till ett kapell, och dog där den 12 augusti 1933. Några av parets barn fortsatte att bo i Monte Cristo fram till 1948.
Efter 1948 började huset lida av vandalism, och i september 1955, när Reg Ryan först undersökte huset, hade samtliga fönster krossats, dörrarna var avlägsnde, tak hade skadats och eldar hade tänts i många av salarna. Trots byggnadens tillstånd var Ryan ivrig att köpa herrgården, och år 1959, när priset hade sänkts till 2 000 australiska pund skrev paret Ryan avtal att köpa herrgården. Det uppstod ett missförstånd kring avtalet och paret Ryan tvingades att flytta ut. Herrgården var till salu igen 1960, men det kom inga erbjudanden. Huset fortsatte att vandaliseras och i ett försök att sätta stopp på detta anställdes en vakt. År 1961, efter en anställning på tio månader, sköts vakten ihjäl i sin stuga.
År 1963 köpte Reg och Olive Ryan herrgården. Efter att de köpt huset restaurerade paret Monte Cristo till dess tidigare skick och 1986 öppnades Monte Cristo som museum. Paret Ryan tilldelades 1997 en Australia Day award för deras restaureringsarbete, som omfattade såväl byggnaderna som trädgården.

## Spöken
Sedan åtminstone 1970-talet har Monte Cristo uppmärksammats på grund av de spöken som sägs finnas på herrgården. Australian Broadcasting Corporation spelade 1977 in en episod av A Big Country i Monte Cristo efter att en TV-producent med serien hade blivit tipsad att Christopher Crawleys spöke fanns på platsen. Medverkande under inspelningen var tre självförklarade spiritistiska medium, som bland annat sade att de kände döden vid husets trapphus och i stallet. Efter avsnittet hade sänts kom en kvinna, dotter till ett hembiträde som var anställt på Monte Cristo på 1900-talet, fram och berättade att ett barn hade mist livet efter att fallit ned trapporna. Kvinnan berättade vidare att en stallanställd som var för sjuk för att resa sig från sin säng (i stallet) hade bränts ihjäl, då chefen inte trodde att pojken var sjuk bestämde han sig för att tända eld på sängen.